# Zbišina
Zbišina (olaszul: Zibicina) falu Horvátországban Tengermellék-Hegyvidék megyében. Közigazgatásilag Creshez tartozik.

## Fekvése
Cres szigetének középső részén részén, Cres városától légvonalban 11 km-re délre, a sziget keleti partjától 4 km-re, a Vrana-tó közelében fekszik.

## Története
A település a sziget többi részével együtt a 18. század végéig velencei, majd 1822-től osztrák uralom alatt állt. 1867 és 1918 között az Osztrák–Magyar Monarchia része volt. 1880-ban 34, 1910-ben 42 lakosa volt. Az Osztrák-Magyar Monarchia bukását rövid olasz uralom követte, majd a település a Szerb–Horvát–Szlovén Királyság része lett. A második világháború idején olasz csapatok szállták meg. A háborút követően újra Jugoszláviához került. 1991-ben az önálló horvát állam része lett. 2011-ben 2 lakosa volt.

## Lakosság
| Lakosság változása | Lakosság változása | Lakosság változása | Lakosság változása | Lakosság változása | Lakosság változása | Lakosság változása | Lakosság változása | Lakosság változása | Lakosság változása | Lakosság változása | Lakosság változása | Lakosság változása | Lakosság változása | Lakosság változása | Lakosság változása |
| ------------------ | ------------------ | ------------------ | ------------------ | ------------------ | ------------------ | ------------------ | ------------------ | ------------------ | ------------------ | ------------------ | ------------------ | ------------------ | ------------------ | ------------------ | ------------------ |
| 1857               | 1869               | 1880               | 1890               | 1900               | 1910               | 1921               | 1931               | 1948               | 1953               | 1961               | 1971               | 1981               | 1991               | 2001               | 2011               |
| 0                  | 0                  | 34                 | 39                 | 43                 | 42                 | 0                  | 0                  | 57                 | 24                 | 27                 | 9                  | 6                  | 4                  | 3                  | 2                  |

## Nevezetességei
Szent Alajos tiszteletére szentelt templomát 1922-ben építették az első világháborúból való szerencsés hazatérés emlékére.